# Hammermühlbach (Pielach)
Der Hammermühlbach ist ein aus der Pielach links ausgeleiteter Mühlkanal bei Hofstetten-Grünau in Niederösterreich.
Für den Hammermühlbach wird die Pielach südwestlich von Hofstetten mittels Wehr aufgestaut, der Hammermühlbach wird sodann links ausgeleitet, durchfließt Kammerhof und Waasen, um danach wieder in die Pielach zu münden. Bei Kammerhof nimmt er den Hochkoglerbach auf und nahe Waasen den Bach von Hinterholz, die beide links zufließen und die Höhen nördlich von Hofstetten-Grünau entwässern. Sein Einzugsgebiet umfasst 5,2 km². Laut Franziszeischen Kataster war der Hammermühlbach im 19. Jahrhundert deutlich länger und floss erst westlich von Loipersdorf wieder in die Pielach.
Verbliebene Teile dieses Wasserlaufes werden heute Werksbach genannt, bei Weinburg aus der Pielach ausgeleitet und bei Ebersdorf wieder eingeleitet. Die in der Flussaue noch weiter abwärts liegende Neumühle bei Völlerndorf kurz vor der alten Rückmündung hat heute keinen Mühlbach mehr.